# New Hampshire Wildcats
New Hampshire Wildcats är en idrottsförening tillhörande University of New Hampshire och har som uppgift att ansvara för universitetets idrottsutövning.

## Idrotter
Wildcats deltager i följande idrotter:
| Herrar - Amerikansk fotboll - Basket - Cross County - Fotboll - Friidrott - Ishockey - Skidsport | Damer - Basket - Cross County - Fotboll - Friidrott - Gymnastik - Ishockey - Lacrosse - Landhockey - Simhopp - Simning - Skidsport - Volleyboll |

## Idrottsutövare

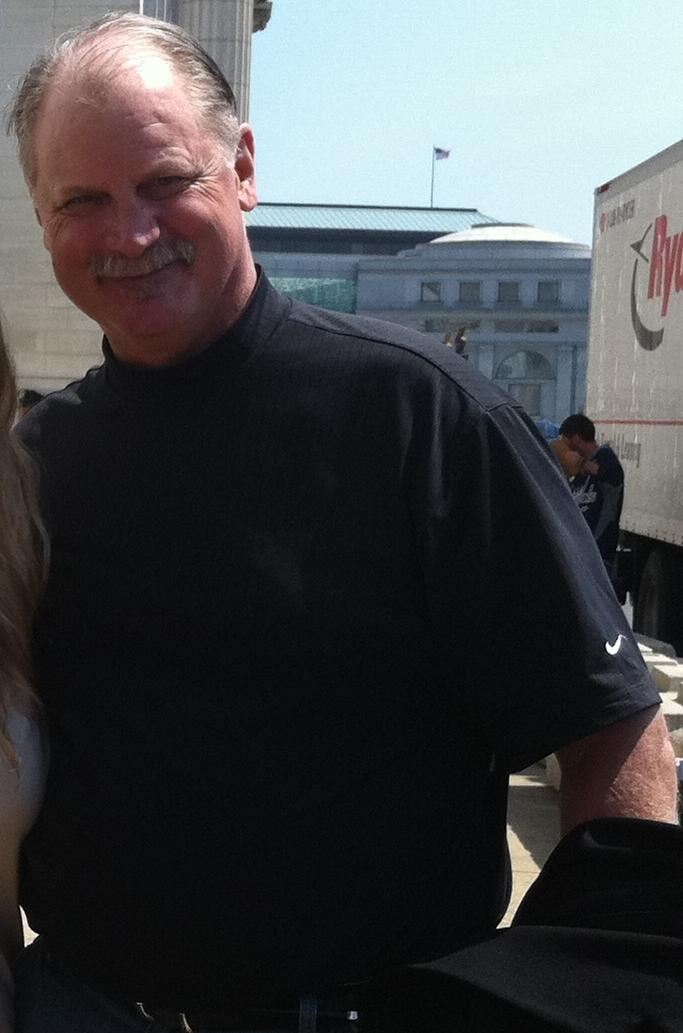
Rod Langway.

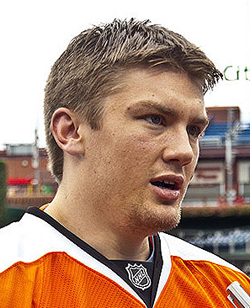
James van Riemsdyk.

| Ishockey - Kacey Bellamy - Bobby Butler - Karyn Bye - Ty Conklin - Colleen Coyne - Angus Crookshank - Kevin Dean - Philip DeSimone - Casey DeSmith - Warren Foegele - Matt Fornataro - Darren Haydar - John Henrion - Kevin Kapstad - Jason Krog - Rod Langway - Peter LeBlanc - Julia Marty - Stefany Marty | - Sue Merz - Jacob Micflikier - Jay Miller - Scott Morrow - Steve Moses - Mark Mowers - Brett Pesce - Andrew Poturalski - Steve Saviano - Mike Sislo - Trevor Smith - Garrett Stafford - Paul Thompson - James van Riemsdyk - Trevor van Riemsdyk - Jenn Wakefield - Daniel Winnik Skidsport - Robel Teklemariam |